# Hier is Ian
Hier is Ian (Being Ian) is een Canadese tekenfilmserie geproduceerd door Studio B Productions, Corus Entertainment en Nelvana. De serie werd als eerste uitgezonden op de Canadese jeugdzender YTV.
Hier is Ian gaat over de twaalfjarige Ian Kelley die graag filmregisseur wil worden en een levendige fantasie heeft. De serie is gebaseerd op de jeugd van acteur en schrijver Ian Corlett. Het speelt zich af in Burnaby, Brits-Columbia.
Hier is Ian wordt uitgezonden door de AVRO en Ketnet.

## Personages
Ian James Kelley: De hoofdrolspeler met een droom om filmregisseur te worden. Bijna altijd is hij te zien met zijn filmcamera. Hij heeft ook een levendige fantasie, die de kijkers vaak te zien krijgen. Meestal is dit een parodie op bekende films.
Kenneth "Ken" Kelley: Ians vader die eigenaar is van Kelley's Keyboards, de lokale muziekwinkel. Ken is een liefdevolle echtgenoot en vader, soms wat dommig, snel afgeleid en altijd niet cool.
Victoria "Vicki" Eva-Melita Menske Kelley: Ians moeder is huisvrouw en helpt Ken in de muziekwinkel. Ze is het hoofd van het gezin. Ze kan erg egoïstisch worden als ze haar zin niet krijgt.
Kyle Kelley: Ians oudste broer. Is alleen maar geïnteresseerd in meisjes. Ian wordt meestal gepest door hem, samen met Korey.
Korey Kelley: Ians broer. Leeft meestal in zijn eigen wereldje wat ervoor zorgt dat zelfs zijn eigen familie hem niet begrijpt.
Tyrone "Ty" Washington: Ians beste vriend. Zet af en toe vraagtekens bij de plannen van Ian, maar is meestal meegaand. Ook zorgt hij ervoor dat Ian weer terugkeert naar de werkelijkheid als hij te ver doordraaft in zijn fantasie.
Sandra "Sandy" Crocker: Ians andere beste vriend. Is erg atletisch, heeft een kort lontje en kan Ian en Tyrone psychisch domineren. Haar relatie met hen is puur platonisch.
Oma Kelley: is Kens moeder en komt oorspronkelijk uit Schotland. Ze kan de hele familie terroriseren, niemand durft haar dus tegen te spreken.
Oma Menske: is Vicky's moeder en komt oorspronkelijk uit Polen. Ze is constant bezig de familie te overladen met hartige maaltijden en zelfgemaakte kleding. Het huwelijk tussen Vicky en Ken ziet ze als een zigeunervloek.
Odbald: de assistent in de muziekwinkel. Hij is een Nederlandse immigrant die naar Canada is verhuisd om onder zijn leven als kaaspoetser en klompenmaker uit te komen. Hoewel hij een volwassene is gedraagt hij zich niet zo. Hij woont in een ruimte achter de winkel.